# Saturnus
I Saturnus sono una band melodic death-doom metal danese fondata a Copenaghen nel 1991. Le liriche proposte dal gruppo sono incentrate sui temi classici dell'universo goth, ossia morte, dolore e sofferenza.

## Storia

### Origini
Il gruppo nacque nel 1991 con il nome "Assesino" grazie a Thomas Akim Grønbæk Jensen e Brian Hansen (rispettivamente cantante e bassista della band) che desideravano dare vita ad un nuovo gruppo Death metal. Al gruppo, nel 1993 si aggiungeranno Christian Brenner, Kim Sindahl e Pouli Choir, i primi due come chitarristi, l'ultimo come batterista.
Dopo alcuni live e dopo aver partecipato al concorso "Judgment Day", la band subisce nuovi avvicendamenti strutturali, fra cui l'entrata nel gruppo del tastierista Anders Ro Nielsen. Nello stesso periodo, il nome "Assesino" viene abbandonato in favore di "Saturnus".
Nel 1994 il gruppo formato da Thomas Akim Grønbæk Jensen, Brian Hansen, Anders Ro Nielsen, Jesper Saltoft (batteria), Mikkel Andersen, diventa un sestetto, grazie all'ingresso di Kim Larsen in qualità di chitarrista.

### Il cambio di stile
Anno importante della storia del gruppo è il 1996 quando i Saturnus suonarono con i My Dying Bride; da quell'incontro scaturì una vera e propria rivoluzione stilistica nel sound della band che, proprio alla fine del 1996, si trasformò definitivamente nell'attuale sound dei Saturnus.
Proprio il nuovo sound permise al gruppo di firmare, nello stesso anno, con la Euphonious Records e di realizzare, l'anno successivo, il primo full length della loro carriera "Paradise Belongs to You". L'album riscosse un buon successo e diede modo alla band di esibirsi in vari show dal vivo.
Già dopo l'uscita del debut album, però, il lavoro compositivo non si arrestò, ed i Saturnus iniziarono a lavorare a quello che sarebbe diventato il loro secondo LP "Martyre"; disco che avrebbe visto la luce nel 2000 grazie al produttore Flemming Rasmussen.

### Presente
Dopo ulteriori avvicendamenti all'interno del gruppo, nel maggio 2006, uscì finalmente "Veronika Decides To Die", terzo full length album della band danese che venne realizzato a 6 anni di distanza dal precedente lavoro. Il titolo del disco trae spunto dal titolo di una novella di Paulo Coelho. La copertina è stata creata da Travis Smith (già designer per produzioni di Anathema, Katatonia, etc).
Nel 2007 il bassista Brian Hansen, che aveva abbandonato il gruppo nel 1999, è rientrato in pianta stabile nei Saturnus.
Nel 2014 i Saturnus collaborarono con Johan Ericson dei Doom:vs partecipando al suo ultimo album Earthless. Parteciparono alle parti cantate mentre essendo l'album di Johan Ericson fu come sempre lui a suonare tutte le parti musicali.

## Formazione

### Formazione attuale
- Thomas Akim Grønbæk Jensen - voce (1993 - presente)
- Brian Hansen - basso (1993 - 1999, 2007 - presente)
- Anders Ro Nielsen - tastiere (1993 - presente)
- Peter Erecius Poulsen - chitarra (1998 - presente)
- Tais Pedersen - chitarra (2000 - presente)
- Nikolaj Borg - batteria (2004 - presente)

### Ex componenti

#### Chitarra
- Christian Brenner (1993)
- Kim Sindahl (1993)
- Mikkel Andersen (1993-1995)
- Morten Skrubbeltrang (1997-1998)
- Jens Lee (1994-1995)
- Kim Larsen (1994-1999)

#### Batteria
- Pouli Choir (1993)
- Henrik Glass (2001-2003)
- Jesper Christensen (????)
- Jesper Saltoft (1993-1999)
- Morten Plendge (2000-2001)

#### Basso
- Peter Heede (2000-2001)
- Lennart Jacobsen (2001-2007)

## Discografia

### Album in studio
- 1996 - Paradise Belongs to You
- 2000 - Martyre
- 2006 - Veronika Decides to Die
- 2014 - Saturn in Ascension
- 2023 - The Storm Within

### EP
- 1998 - For the Loveless Lonely Nights (1998)

### Demo
- 1994 - Demo 1994
- 1996 - Paradise Belongs to You (advance tape)
- 1999 - Rehearsal studio tracks 1999
- 2004 - Rehearsal studio tracks 2004
- 2011 - Promo-Demo 2011